# نيكولا مورو (لاعب كرة قدم كرواتي)
نيكولا مورو (بالكرواتية: Nikola Moro) هو لاعب كرة قدم كرواتي في مركز الوسط المدافع ولد في يوم 12 مارس 1998 في مدينة سبليت في كرواتيا. يلعب حالياً مع نادي دينامو موسكو وسبق له اللعب مع نادي دينامو زغرب. لعب مع منتخب كرواتيا تحت 21 سنة لكرة القدم.